# Kabinet-Gross
Het kabinet–Gross was de regering van de Tsjechische Republiek van 26 juli 2004 tot 25 april 2005. Het kabinet werd gevormd door de politieke partijen Tsjechische Sociaaldemocratische Partij (ČSSD), Christendemocratische Unie-Tsjecho-Slowaakse Volkspartij (KDU-ČSL) en de Unie Svobody-Demokratická unie (US-DEU) na het aftreden van Vladimír Špidla, waarna president Václav Klaus minister van Binnenlandse Zaken Stanislav Gross van de ČSSD tot premier benoemde.

## Kabinet–Gross (2004–2005)
| Ambtsbekleder                 | Ambtsbekleder    | Ambtsbekleder               | Functie(s)                             | Ambtstermijn  | Ambtstermijn     | Partij(en) |
| ----------------------------- | ---------------- | --------------------------- | -------------------------------------- | ------------- | ---------------- | ---------- |
|                               | Stanislav Gross  | Stanislav Gross (1969–2015) | Premier                                | 26 juli 2004  | 25 april 2005    | ČSSD       |
|                               | František Bublan | František Bublan (1951)     | Minister van Binnenlandse Zaken        | 26 juli 2004  | 16 augustus 2006 | ČSSD       |
|                               | Cyril Svoboda    | Cyril Svoboda (1956)        | Minister van Buitenlandse Zaken        | 26 juli 2004  | 16 augustus 2006 | KDU-ČSL    |
|                               | Bohuslav Sobotka | Bohuslav Sobotka (1971)     | Minister van Financiën                 | 12 juli 2002  | 16 augustus 2006 | ČSSD       |
|                               |                  | Pavel Němec (1971)          | Minister van Justitie                  | 26 juli 2004  | 16 augustus 2006 | US-DEU     |
|                               | Milan Urban      | Milan Urban (1958)          | Minister van Industrie en Handel       | 20 maart 2003 | 16 augustus 2006 | ČSSD       |
|                               | Karel Kühnl      | Karel Kühnl (1954)          | Minister van Defensie                  | 26 juli 2004  | 16 augustus 2006 | US-DEU     |
|                               | Milada Emmerová  | Milada Emmerová (1944)      | Minister van Volksgezondheid           | 26 juli 2004  | 12 oktober 2005  | ČSSD       |
|                               | Zdeněk Škromach  | Zdeněk Škromach (1956)      | Minister van Arbeid en Sociale Zaken   | 12 juli 2002  | 16 augustus 2006 | ČSSD       |
|                               | Petra Buzková    | Petra Buzková (1965)        | Minister van Onderwijs, Jeugd en Sport | 12 juli 2002  | 16 augustus 2006 | ČSSD       |
|                               | Milan Šimonovský | Milan Šimonovský (1949)     | Minister van Verkeer                   | 12 juli 2002  | 16 augustus 2006 | KDU-ČSL    |
|                               | Jiří Paroubek    | Jiří Paroubek (1951)        | Minister van Regionale Ontwikkeling    | 26 juli 2004  | 25 april 2005    | ČSSD       |
|                               | Jaroslav Palas   | Jaroslav Palas (1952)       | Minister van Landbouw                  | 12 juli 2002  | 25 april 2005    | ČSSD       |
|                               | Libor Ambrozek   | Libor Ambrozek (1966)       | Minister van Milieu                    | 12 juli 2002  | 16 augustus 2006 | KDU-ČSL    |
|                               |                  | Pavel Dostál (1943–2005)    | Minister van Cultuur                   | 17 juli 1998  | 24 juli 2005     | ČSSD       |
| Ministers zonder portefeuille |                  |                             |                                        |               |                  |            |
| Ambtsbekleder                 | Ambtsbekleder    | Ambtsbekleder               | Functie(s)                             | Ambtstermijn  | Ambtstermijn     | Partij(en) |
|                               | Vladimír Mlynář  | Vladimír Mlynář (1966)      | Minister voor Informatica              | 12 juli 2002  | 25 april 2005    | US-DEU     |
|                               |                  | Martin Jahn (1970)          | Minister voor Economisch Beleid        | 26 juli 2004  | 31 december 2005 | ČSSD       |
|                               |                  | Jaroslav Bureš (1954)       | Minister voor de Wetgevende Raad       | 26 juli 2004  | 25 april 2005    | ČSSD       |